# Palazuelo-Empalme
Palazuelo-Empalme también conocido como Poblado Ferroviario de Monfragüe es un poblado ferroviario español perteneciente al municipio de Malpartida de Plasencia (Cáceres), situado junto a la estación de Monfragüe en la línea que une Madrid con Lisboa.  

## Historia
En el diccionario de Madoz de 1848 se cita, en la entrada de Malpartida de Plasencia, la existencia de un monte llamado "Parazuelo", poblado de encinas. Sobre este monte se edificaría más tarde el poblado.
El poblado de Palazuelo-Empalme tiene su origen en el desarrollo de la red ferroviaria del oeste de España en el siglo XIX. En la estación de Monfragüe situada junto a este poblado se cruzaban el ferrocarril Vía de la Plata con la línea Madrid-Valencia de Alcántara. Hasta el siglo XX fue una localidad importante gracias a este cruce de líneas. Entre 1871 y 1879 se construyó la primera línea de ferrocarril del norte de Extremadura, que unía Madrid con el monte "Parazuelo". Posteriormente se construyeron las demás líneas, en un proceso que duró hasta 1896. La mayor parte de los edificios del poblado se construyeron a lo largo de la primera mitad del siglo XX.
A partir de 1985 se produjo el declive del poblado, debido al cierre de la línea a Astorga, los avances técnicos que requerían menos personal en la estación y la construcción en 1987 de un tramo que permitía ir directamente de Cáceres a Plasencia sin pasar por aquí.
El poblado fue declarado Bien de Interés Cultural,con categoría de Conjunto Histórico el 7 de julio de 2004.
Hasta 2011 estuvo funcionando aquí una fábrica de transformación de tabaco perteneciente al grupo Altadis.

## Demografía
Sus datos de población han sido los siguientes:
- 2002: 46 habitantes
- 2005: 40 habitantes
- 2008: 49 habitantes
- 2011: 57 habitantes
- 2014: 55 habitantes
- 2024: 31 habitantes

## Transportes
Ubicado junto a la estación de Monfragüe, el poblado se ubica 1 km al oeste del cruce de dos carreteras: la EX-208 y la CC-18.3. La primera une Plasencia con Zorita pasando por el parque nacional de Monfragüe y por Trujillo. La segunda es un camino rural que une las villas de Malpartida de Plasencia y Serradilla pasando por este poblado.